# Luigi Bressan
Luigi Bressan (Calavino, 9 febbraio 1940) è un arcivescovo cattolico italiano, dal 1999 al 2016 arcivescovo metropolita di Trento.

## Biografia
Nasce a Sarche, frazione di Calavino (oggi di Madruzzo), in provincia ed arcidiocesi di Trento, il 9 febbraio 1940. È il quarto di undici figli. Viene battezzato l'11 febbraio.

### Formazione e ministero sacerdotale
Il 28 giugno 1964 è ordinato presbitero dall'arcivescovo Alessandro Maria Gottardi. Dopo l'ordinazione è vicario parrocchiale di Besenello e Riva del Garda.
Nel 1971 si laurea in diritto canonico presso la Pontificia Università Gregoriana e consegue il diploma alla Pontificia accademia ecclesiastica a Roma.
Diventa segretario di nunziatura a Seul, dal 1971 al 1974, e di Abidjan, dal 1974 al 1976. Torna a Roma e lavora nella Segreteria di Stato della Santa Sede, nel dicembre 1978 è inviato a Ginevra presso le Nazioni Unite. Nel 1982 è reggente della nunziatura apostolica in Brasile, dopo la morte del nunzio. Nel 1983 diventa inviato speciale della Santa Sede presso il Consiglio d'Europa a Strasburgo.

### Ministero episcopale

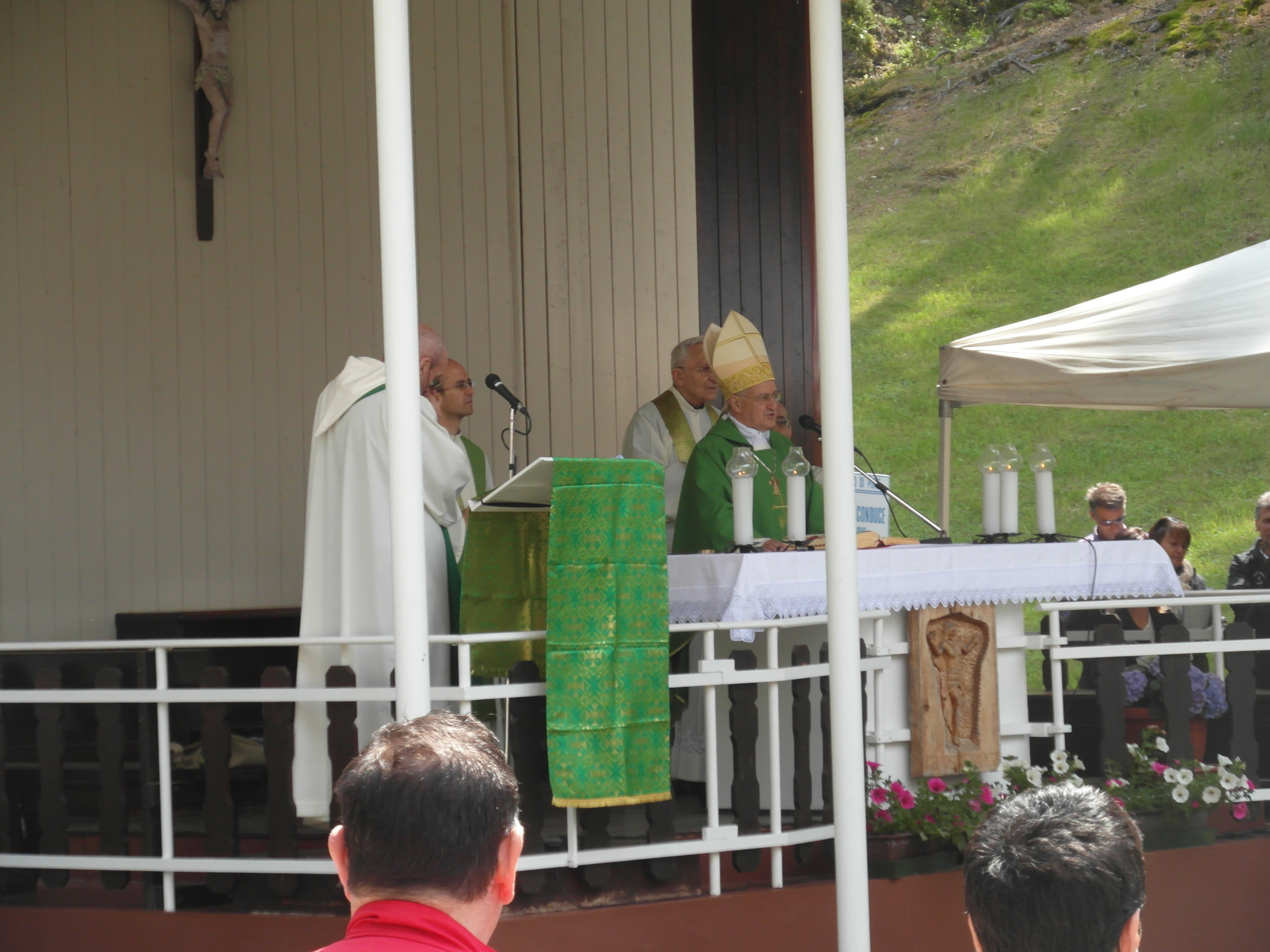
Mons. Bressan durante il pellegrinaggio al santuario della Comparsa, nel maggio 2013.

Il 3 aprile 1989 papa Giovanni Paolo II lo nomina arcivescovo titolare di Severiana e pro-nunzio apostolico in Pakistan; succede ad Emanuele Gerada, precedentemente nominato nunzio apostolico in Irlanda. Il 18 giugno successivo riceve l'ordinazione episcopale, nella cattedrale di San Vigilio a Trento, dal cardinale Agostino Casaroli, co-consacranti gli arcivescovi José Tomás Sánchez (poi cardinale) e Giovanni Maria Sartori.
Il 26 luglio 1993 è nominato nunzio apostolico a Singapore e in Thailandia e delegato apostolico in Malesia, Laos e Birmania; succede ad Alberto Tricarico, nominato officiale della Segreteria di Stato.
Il 16 luglio 1994 è nominato primo nunzio apostolico in Cambogia, dopo il ristabilimento delle relazioni diplomatiche tra Cambogia e Santa Sede.
Il 25 marzo 1999 papa Giovanni Paolo II lo nomina arcivescovo metropolita di Trento; succede a Giovanni Maria Sartori, deceduto il 26 settembre 1998. Il 30 maggio seguente prende possesso dell'arcidiocesi.
Nel 2005 diventa presidente della Commissione episcopale per l'evangelizzazione dei popoli e la cooperazione tra le Chiese della Conferenza Episcopale Italiana e presidente di Missio. Il 29 maggio 2012 è nominato vicepresidente della Conferenza episcopale triveneta. Il 12 novembre 2014 è nominato presidente della Caritas Italiana; succede al vescovo Giuseppe Merisi.
Il 9 dicembre 2015 inaugura il polo culturale diocesano Vigilianum, che ospita al suo interno la nuova biblioteca diocesana, l'archivio diocesano tridentino, l'ufficio cultura e università, il centro per l'ecumenismo e il dialogo interreligioso e l'ufficio educazione e scuola.
Nel febbraio 2015, al compimento dei 75 anni, presenta al papa le proprie dimissioni dall'incarico di arcivescovo, come richiesto dal codice di diritto canonico. Il 10 febbraio 2016 papa Francesco ne accoglie le dimissioni; gli succede Lauro Tisi, dal 2007 vicario generale dell'arcidiocesi tridentina. Rimane amministratore apostolico fino all'ingresso del successore, avvenuto il 3 aprile successivo.
Nel settembre 2016 il Consiglio episcopale permanente della Conferenza Episcopale Italiana lo nomina assistente ecclesiastico nazionale dell'UNITALSI e rappresentante della CEI presso la FOCSIV.

## Posizioni teologiche, morali, sociali e su temi politici

### Il codice da Vinci
Nel 2005, durante la messa della domenica di Pasqua critica duramente il romanzo di Dan Brown Il codice da Vinci.

### Omosessualità e metodi contraccettivi
Nel dicembre 2010, a Taio, in provincia di Trento, durante un incontro con i giovani, ribadisce il no della Chiesa cattolica al preservativo e, parlando di omosessualità, afferma che gay si nasce ma che, a suo avviso, gay si può anche diventare. A sostegno di questa tesi, cita il caso di un uomo che ha provato un profumo da donna e quindi, al termine di un percorso durato dodici mesi, è divenuto omosessuale.

## Genealogia episcopale e successione apostolica
La genealogia episcopale è:
- Cardinale Scipione Rebiba
- Cardinale Giulio Antonio Santori
- Cardinale Girolamo Bernerio, O.P.
- Arcivescovo Galeazzo Sanvitale
- Cardinale Ludovico Ludovisi
- Cardinale Luigi Caetani
- Cardinale Ulderico Carpegna
- Cardinale Paluzzo Paluzzi Altieri degli Albertoni
- Papa Benedetto XIII
- Papa Benedetto XIV
- Papa Clemente XIII
- Cardinale Marcantonio Colonna
- Cardinale Giacinto Sigismondo Gerdil, B.
- Cardinale Giulio Maria della Somaglia
- Cardinale Carlo Odescalchi, S.I.
- Cardinale Costantino Patrizi Naro
- Cardinale Lucido Maria Parocchi
- Papa Pio X
- Papa Benedetto XV
- Papa Pio XII
- Cardinale Eugène Tisserant
- Papa Paolo VI
- Cardinale Agostino Casaroli
- Arcivescovo Luigi Bressan

La successione apostolica è:
- Vescovo Philip Lasap Za Hawng (1994)
- Vescovo Peter Louis Cakü (1997)
- Vescovo Mariano Manzana (2004)
- Vescovo Ivo Muser (2011)
- Arcivescovo Lauro Tisi (2016)

## Opere
- (EN) Luigi Bressan, Michael Smithies, Thai-Vatican relations in the twentieth century, Bangkok, Nunziatura apostolica in Thailandia, 2006.[8]